# Hélène Roger-Viollet
Pour les articles homonymes, voir Roger-Viollet (homonymie), Roger et Viollet.
Hélène Roger-Viollet est une photographe et journaliste française, créatrice de l'agence photographique Roger-Viollet, née le 10 juillet 1901 à Paris 11e, et morte le 27 janvier 1985 à Paris 6e, assassinée par son mari.
Dans les années 1930, elle milite avec Louise Weiss pour le droit de vote des femmes.

## Biographie

### Jeunesse et famille
Hélène Pauline Henriette Marie Roger naît en 1901 à Paris.
La mère d'Hélène, Jeanne Viollet, fille de Paul Viollet, catholique dreyfusard et cofondateur de la Ligue des droits de l’homme en France, épouse en 1901 Henri Roger, ingénieur chimiste.
Entre 1901 et 1911 naissent Hélène, puis ses cinq cadets. 
Très jeune, Hélène Roger-Viollet partage la passion de son père pour la photographie et apprend avec lui la technique du laboratoire.
Plus tard, il entreprendra de nombreux voyages et constituera un fonds photographique considérable de plus de 10 000 clichés. 
Sa mère donne occasionnellement des conférences, sur des thèmes comme
« Le rôle féminin. Chez soi, en famille, au dehors »
et « L’éducation de la jeune fille française, son influence sur la conduite du jeune homme ».
Pendant la Première Guerre mondiale, son père est mobilisé comme capitaine et elle perd successivement
sa mère
puis son frère Édouard. 

### Formation et militantisme
Hélène Roger-Viollet s'oriente vers le métier de journaliste. Elle se forme dans une école de journalisme de Paris où elle est l'une des rares jeunes femmes. C'est là qu'elle rencontre son futur mari, Jean-Victor Fischer.
Engagée en faveur du vote des femmes, elle milite publiquement, aux côtés des journalistes Louise Weiss, présidente de La Femme nouvelle, et Maryse Demour de L’Essor féminin, au sein du centre de propagande féminine de la campagne électorale pour les élections législatives de 1936. 
Avec Jean-Victor Fischer, elle décide pour leur premier reportage de faire un sujet sur les congés payés du Front populaire et ils se rendent à vélo en Andorre. Sur place, ils découvrent des Espagnols fuyant leur pays et deviennent ainsi les premiers étrangers à couvrir la guerre d’Espagne. Leur reportage est repris dans le monde entier.

### L'agence Roger-Viollet
L'année suivante, Hélène Roger-Viollet décide de monter avec son père une exposition autour des expositions universelles, des événements qu'Henri Roger-Viollet a lui-même en partie photographiés. C'est en cherchant à compléter leur documentation que père et fille font la rencontre de Laurent Ollivier, un vendeur de photographies dont la boutique est établie à Saint-Germain-des-Prés depuis 1880, et qui la leur cède finalement pour un franc symbolique. Hélène Roger-Viollet fonde en 1938 la Documentation photographique générale Roger-Viollet, au 6 rue de Seine. Le fonds racheté est constitué de reproductions d’œuvres d’art, de paysages (notamment de nombreuses vues de Paris), de portraits de personnalités, dont les plus anciens datent du Second Empire. Les milliers de clichés réalisés par Henri Roger-Viollet  viennent s'y ajouter.
Au début de la Seconde Guerre mondiale, Jean-Victor Fisher s’engage dans la Légion étrangère. La boutique Roger-Viollet, fermée et sa vitrine protégée par des planches de bois, échappe à d’éventuels pillages de l’occupant, et rouvre intacte à la Libération. Après la guerre, Hélène Roger-Viollet augmente considérablement le fonds photographique par divers rachats et acquisitions, et par le biais de campagnes photographiques qu'elle et son compagnon réalisent dans le monde entier. La collection regroupe 6 millions d’images, couvrant plus d’un siècle et demi d’histoire parisienne, française et internationale. Dans les années 1960, la société prend le statut d'agence de presse et devient une référence mondiale dans le domaine de la photographie d'actualité. Au-delà de leur valeur documentaire, les photographies prises par Hélène Roger-Viollet au Rolleiflex attestent d'une réelle sensibilité artistique,. Parmi les reportages emblématiques figure un tour du monde sur le paquebot France en 1972, réalisé avec Jean-Victor Fischer qu’elle a épousé à la fin de l'année précédente.

### Égorgée par son mari
Le 28 janvier 1985, à 9 heures du matin, Hélène Roger-Viollet, 83 ans, est retrouvée égorgée à son domicile, 12 rue des Beaux-Arts. La mort est estimée remonter à 24 heures. C'est sur les indications de son mari, retrouvé peu avant dans les bureaux de l'agence les poignets tailladés, que la police s'est rendue sur les lieux. Selon l’AFP, « la victime a été assommée à coup de barre de fer avant d’être achevée de 15 coups de rasoir et le médecin légiste a constaté sur ses mains des traces de défense prouvant qu’elle a essayé de se protéger des deux mains contre les coups de rasoir. D’autre part, il s’est écoulé à peu près 24 heures entre le meurtre et la tentative de suicide de Jean-Victor Fischer ». Devant les policiers, Jean-Victor Fischer évoque d’abord un double suicide, puis avoue son crime. Incarcéré le 13 mai 1985 à la prison de Fresnes, il se suicide par pendaison le 26 mai, pendant la promenade de son codétenu.
Le lendemain, dans Le Monde, Jean-Michel Brigouleix écrit : « Lentement, mois après mois, année après année il avait fini par haïr cette femme, sa femme, à qui il devait tout mais qui possédait elle, la gloire et l’argent. »
L'assassinat d'Hélène Roger-Viollet met fin à l'épopée de la famille Roger-Viollet. Sans héritier direct et de peur que leur collection ne disparaisse avec eux, les époux avaient rédigé le 19 janvier 1985 un testament indiquant que tous leurs biens devraient à leur mort être transmis à la Ville de Paris. La contestation de ce legs par la famille aboutit à l’autogestion de l’agence sous le contrôle d’un administrateur judiciaire. Le 19 janvier 1994, un arrêt de la cour d’appel de Paris attribue définitivement l’héritage à la Ville de Paris.
L'assassinat d'Hélène Roger-Viollet a, selon swissinfo.ch, « réduit au silence son travail » et parfois conduit la presse à ironiser sur sa vie. Ce n'est qu'en 2021 qu'une exposition est pour la première fois entièrement consacrée à ses photographies, prises lors de ses voyages autour du monde. La plupart des épreuves réalisées par les époux n'ayant pas été signées à titre individuel, c'est leur cadrage qui a permis de distinguer et d'expertiser les travaux d’Hélène Roger-Viollet : beaucoup plus petite que son mari, elle tenait son Rolleiflex plus bas.

## Publication
- Hélène Roger-Viollet et Jean Fischer, Ah ! Qu'il est beau ce tour du monde ou Les Joies du tourisme, Paris, Documentation générale photographique, 1973

## Exposition
- Les Voyages d'Hélène : une vie à documenter le monde, première exposition entièrement consacrée à l’œuvre d’Hélène Roger-Viollet, galerie Roger-Viollet, Paris, 2021-2022[23]